# 순화 (연호)
순화(淳化, 990년 ~ 994년)은 북송 태종(太宗) 조경(趙炅)의 네번째 연호이다. 5년 가량 사용하였다.

## 개원
- 단공(端拱) 3년 1월 1일[1](990년 1월 30일)에 연호를 순화(淳化)로 개원함.[2][3][4][5]

- 순화(淳化) 6년 1월 1일[6](995년 2월 3일)에 연호를 지도(至道)로 개원함.[2][7][4][5]

## 연대 대조표
| 순화       | 원년           | 2년        | 3년        | 4년        | 5년        |
| 서기(西紀) | 990년          | 991년      | 992년      | 993년      | 994년      |
| 간지(干支) | 경인(庚寅)     | 신묘(辛卯) | 임진(壬辰) | 계사(癸巳) | 갑오(甲午) |
| 요(遼)     | 통화(統和) 8년 | 9년        | 10년       | 11년       | 12년       |

## 동시대 연호

### 중국
요(遼)
- 통화(統和) (983년 ~ 1012년)

대리국(大理國)
- 명성(明聖) (989년 ~ 991년)
- 명통(明統) (992년 ~ 996년)

호탄 왕국(于闐國)
- 천흥(天興) (986년 ~ 999년)

기타
- 이순(李順) 응운(應運) (994년)

### 베트남
- 흥통(興統) (989년 ~ 993년)
- 응티엔(應天) (994년 ~ 1007년)

### 일본
- 에이소(永祚) (989년 ~ 990년)
- 쇼랴쿠(正曆) (990년 ~ 995년)

## 같이 보기
- 중국의 연호 목록